# Aartselaar
Aartselaar ist eine Gemeinde mit 14.890 Einwohnern (Stand 1. Januar 2024) in der Provinz Antwerpen (Region Flandern) in Belgien. Sie liegt im Großraum Antwerpen etwa 10 Kilometer südlich des Stadtzentrums. Bekannt ist die hier 1801 errichtete Windmühle (Heimolen) und das seit 1991 ausgetragene Radrennen Memorial Rik Van Steenbergen.

## Verkehr
Der nächste Autobahnanschluss befindet sich östlich des Ortes bei Kontich an der belgischen A1/E 19. In Kontich und Mortsel befinden sich die nächsten Regionalbahnhöfe an der Bahnlinie Brüssel-Antwerpen-Niederlande. Der Flughafen Antwerpen ist der nächste Regionalflughafen.

## Sehenswürdigkeiten
Zu Aartselaar gehört das Schloss Cleydael, ein viertürmiges Renaissance-Wasserschloss mit mittelalterlichen Bestandteilen.

## Persönlichkeiten
- Karel Thijs (1918–1990), Radrennfahrer
- Milo Cools (1948–2006), Radrennfahrer